# Taron Egerton
Taron David Egerton (Birkenhead, Inglaterra, 10 de noviembre de 1989) es un actor y cantante británico. Ha sido premiado con un Globo de Oro y ha recibido nominaciones para un premio Grammy y dos premios BAFTA.
Egerton comenzó a actuar a los 15 años, y se graduó de la Real Academia de Arte Dramático en 2012. Obtuvo reconocimiento por su papel protagonista como el espía Gary "Eggsy" Unwin en la película de comedia de acción Kingsman: The Secret Service (2014) y su secuela Kingsman: The Golden Circle (2017). Personificó al cantante Elton John en el musical Rocketman (2019), el cual le valió el premio Globo de Oro al Mejor Actor - Película Musical o Comedia.

## Biografía
Egerton nació el 10 de noviembre de 1989 en Birkenhead, Merseyside, Inglaterra, de padres originarios de Liverpool. Su padre tenía un hostal y su madre trabaja en servicios sociales. Una de sus abuelas era galesa. Fue criado en Merseyside y alrededor de la Península de Wirral, en Inglaterra, pero su familia se trasladó a la isla de Anglesey, en Gales, y luego, cuando él tenía doce años, a Aberystwyth, también en Gales, por lo que él se considera galés «hasta la médula», y también habla el idioma fluidamente.
Asistió a la escuela Ysgol Penglais School, en Aberystwyth. 
Su primer nombre es una variación de Taran, que en idioma galés significa 'trueno'.
Egerton es un actor graduado en Bachelor of Arts de la Real Academia de Arte Dramático (RADA) de Londres en 2012.

## Carrera cinematográfica

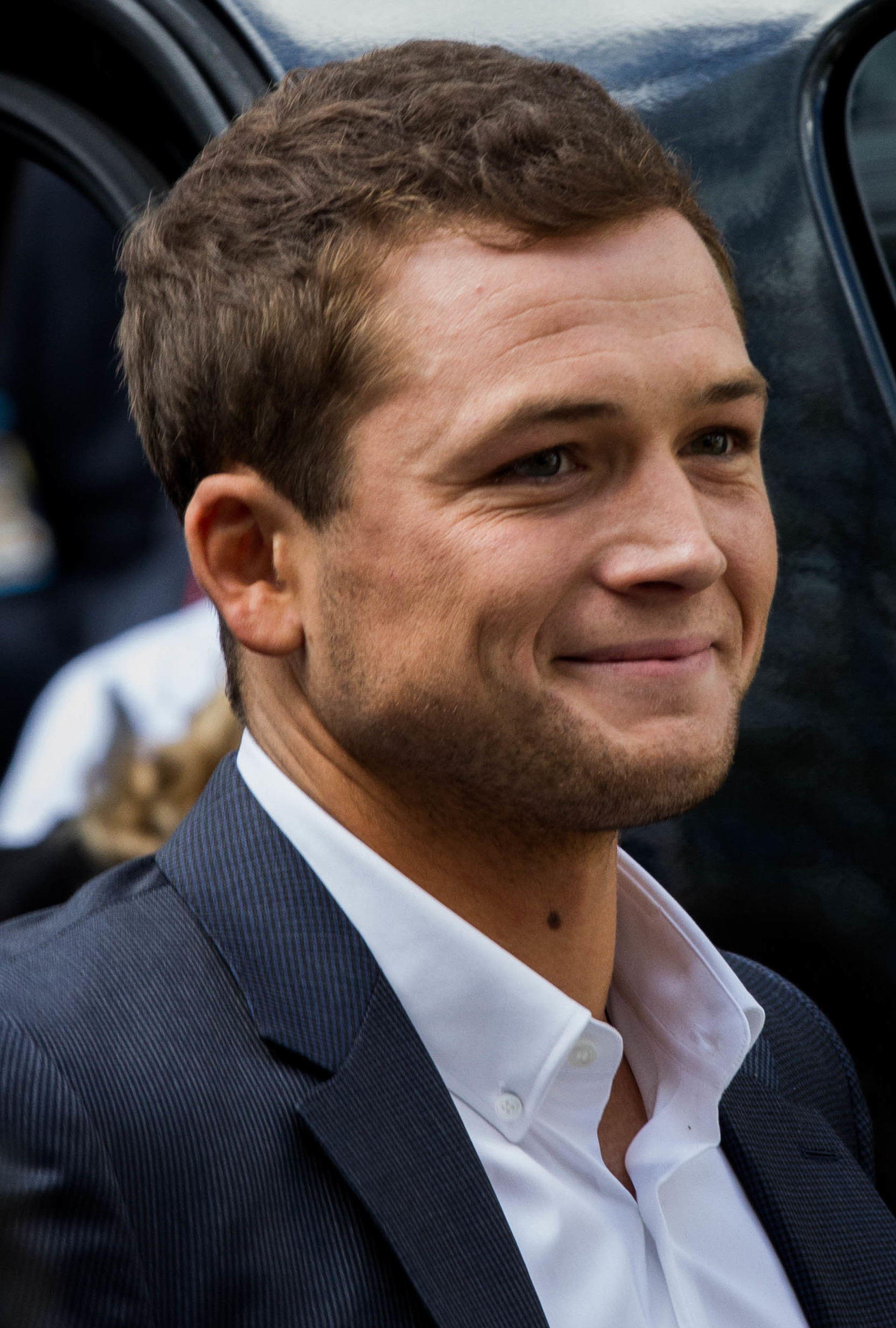
Egerton en 2016

Egerton hizo su debut como actor en 2012 con un pequeño papel en dos episodios de la serie de la cadena ITV Lewis, en el rol de Liam Jay. Más adelante, fue agregado al reparto principal de la serie de Sky 1 The Smoke.
Egerton interpretó a Gary "Eggsy" Unwin, el protegido de Harry Hart (Colin Firth), en la película de Matthew Vaughn Kingsman: The Secret Service, de 2014, y en su secuela, Kingsman: The Golden Circle, de 2017. Egerton coprotagonizó luego Testament of Youth, basada en la vida de Vera Brittain.
En 2015, se anunció que Egerton protagonizaría una nueva versión de la cinta Billionaire Boys Club.
Fue nombrado uno de los 50 hombres británicos mejor vestidos de GQ en 2015 y 2016.

## Filmografía

### Cine
| Año  | Título                       | Rol                       | Director           |
| ---- | ---------------------------- | ------------------------- | ------------------ |
| 2012 | Pop (Cortometraje)           | Andy                      | Edward Hicks       |
| 2013 | Hereafter (Cortometraje)     | Tamburlaine               | Johnny Kenton      |
| 2014 | Testamento de juventud       | Edward Brittain           | James Kent         |
| 2014 | Kingsman: The Secret Service | Gary "Eggsy" Unwin        | Matthew Vaughn     |
| 2015 | Legend                       | Edward "Mad Teddy" Smith  | Brian Helgeland    |
| 2016 | Eddie the Eagle              | Eddie "The Eagle" Edwards | Dexter Fletcher    |
| 2016 | Sing                         | Johnny (Voz)              | Garth Jennings     |
| 2017 | Kingsman: The Golden Circle  | Gary "Eggsy" Unwin        | Matthew Vaughn     |
| 2018 | Billionaire Boys Club        | Dean Karney               | James Cox          |
| 2018 | Robin Hood                   | Robin Hood                | Otto Bathurst      |
| 2019 | Rocketman                    | Elton John                | Dexter Fletcher    |
| 2021 | Sing 2                       | Johnny (Voz)              | Garth Jennings     |
| 2023 | Tetris                       | Henk Rogers               | Jon S. Baird       |
| 2024 | Sing 3                       | Johnny (Voz)              | Garth Jennings     |
| 2024 | Carry-on                     | Ethan Kopek               | Jaume Collet-Serra |

### Televisión: series y películas
| Año  | Título original                     | Personaje            | Notas                            |
| ---- | ----------------------------------- | -------------------- | -------------------------------- |
| 2013 | Lewis                               | Liam Jay             | Serie de Televisión; 2 episodios |
| 2014 | The Smoke                           | Dennis "Asbo" Severs | Serie de Televisión; 8 episodios |
| 2019 | The Dark Crystal: Age of Resistance | Rian (voz)           | Serie de Netflix; 10 episodios   |
| 2022 | Black Bird                          | James Keene          | Serie de Apple TV; 6 episodios   |

### Teatro
| Año  | Título                    | Rol   | Teatro                 |
| ---- | ------------------------- | ----- | ---------------------- |
| 2012 | The Last of the Hausmanns | Danny | Royal National Theatre |

### Vídeos musicales
| Año  | Artista     | Canción                     | Álbum                   |
| ---- | ----------- | --------------------------- | ----------------------- |
| 2015 | Lazy Habits | «The Breach»                | The Atrocity Exhibition |
| 2019 | Elton John  | «(I'm Gonna) Love Me Again» | Rocketman               |